# Ördögi kör (televíziós sorozat)
Az Ördögi kör (eredeti cím: Más sabe el diablo) 2009 éy 2010 között vetített amerikai teleregény, amelyet David Posada, Leonardo Galavís és Danny Gavidian rendezett. A főbb szerepekben Gaby Espino, Jencarlos Canela, Miguel Varoni, Karla Monroig és Carlos Camacho látható.
Amerikában 2009. május 25-én a Telemundo, Magyarországon 2010. május 5-én a Cool TV mutatta be.

## Történet
Esperanza Salvador egy szegény cselédlány, aki viszonyt folytat a gazdája fiával, Martinnal. A szoknyavadász fiú viszont teherbe ejti, majd elhagyja.Martin keménykezű anyja, Graciela abortuszra kényszeríti a lányt, de Esperanzanak sikerül elmenekülnie. Esperanza ezután New Yorkba megy, hogy megtalálja Martint, aki itt folytatta tanulmányait.A városban, egy metróállomáson szüli meg gyermekét, Angelt.
A rossz anyagi körülmények és a kilátástalanság a bűnözés felé irányítják a művészetekben tehetséges fiút, aki hamar börtönbe kerül. Innen egy ügyvédnő, Manuela Davila segítségével szabadul ki. Manuela szimpatizál a fiatal Angel-lel, felkarolja és munkát ad neki a cégénél. A kezdeti barátság lassan mindent elsöprő szerelembe csap át, ám Manuela el van jegyezve, avőlegénye pedig nem más, mint Martin.
Angel életét sokan nehezítik és fogalma sincs arról, hogy a saját apja ellen kell majd küzdenie a szeretett nőért. Az ármányok és intrikák sorában a becsület a legnagyobb kincs. Ám a rossz döntések, a hatalmas tartozások ismét a bűnöző életmódba sodorják a fiút, akinek így nemcsak a szerelme, de az élete is komoly veszélybe kerül. Ráadásul Martin sem hagyja könnyedén, hogy Manuela boldog legyen Angel oldalán.

## Szereplők
| Szereplő                                     | Színész                  | Magyar hang        |
| -------------------------------------------- | ------------------------ | ------------------ |
| Manuela Dávila de Acero                      | Gaby Espino              | Major Melinda      |
| Ángel Salvador "Diablo" / Salvador Domínguez | Jencarlos Canela         | Dányi Krisztián    |
| Martín Acero "Vasember"                      | Miguel Varoni            | Jakab Csaba        |
| Virginia Dávila de Cardona                   | Karla Monroig            | Dudás Eszter       |
| Jimmy Cardona                                | Jorge Luis Pila          | Szatmári Attila    |
| León Beltrán                                 | Roberto Mateos           | Megyeri János      |
| Horacio García                               | Carlos Camacho           | Seszták Szabolcs   |
| José del Carmen Frank "Topo"                 | Cristian Carabias        | Gubányi György     |
| Perla Beltrán                                | Michelle Vargas          | Csampisz Ildikó    |
| Anibal Dávila                                | Leonardo Daniel          | Csuha Lajos        |
| Ariana Dávila                                | Eva Tamargo              | Menszátor Magdolna |
| Esperanza Salvador                           | Esperanza Rendón         | Ősi Ildikó         |
| Christian Acero                              | Ezequiel Montalt         | Szkárosi Márk      |
| Graciela de Acero                            | Jeannette Lehr           | Szabó Éva          |
| Marina Sanches / Mario Pérez                 | Angeline Moncayo         | Martin Adél        |
| Marco León Beltrán "Cachorro"                | Juan Jiménez             | Markovics Tamás    |
| Lucas Santos                                 | Jimmie Bernal            | Kapácsy Miklós     |
| Susy                                         | Alexa Kuve               | Sági Tímea         |
| Lola                                         | Mery de los Ríos         |                    |
| Mike Sánchez                                 | Raúl Arrieta             | Szokol Péter       |
| Gregorio Ramírez                             | Carlos Ferro             | Varga Rókus        |
| Carmelo Gaitán                               | Carlos Pérez             | Papucsek Vilmos    |
| Mauricio Lineros                             | Alberto Salaberry        |                    |
| Silvana Santos                               | Talina Duclaud           | Törtei Tünde       |
| Jenny                                        | Cindy Luna               | Sallai Nóra        |
| Nina Lázaros                                 | Roxana Peña              | Mezei Kitty        |
| Sandro Beltrán                               | Juan David Ferrer        | Rosta Sándor       |
| Pablo Simón Sosa "El Ronco"                  | Carlos Augusto Maldonado |                    |
| John Blanco "Mocho"                          | Aneudy Lara              | Renácz Zoltán      |
| Cirilo Márquez "Caucho"                      | Alex Fumero              | Pálmai Szabolcs    |
| José Frank                                   | Eduardo Ibarrola         | Várday Zoltán      |
| Osvaldo Guerra                               | José Guillermo Cortines  | Bodrogi Attila     |
| Lorenzo Blanco                               | Jorge Consejo            | Sörös Miklós       |
| Diego Robledo                                | Andrés García jr.        | Haagen Imre        |
| Adamaris García                              | Dayana Garroz            | Kiss Anikó         |
| Maricela                                     | Tely Ganas               | Fésűs Bea          |
| Andrés                                       | Ariel Texidó             | Bor László         |
| Hernando Soto százados                       | Xavier Coronel           | Katona Zoltán      |
| Romero                                       | Ernesto Molina           | Vári Attila        |
| Evaristo Ortega / Herceg                     | Roberto Huicochea        | Faragó András      |
| Isabel Santini                               | Leslie Stewart           | Farkasinszky Edit  |
| Fiatal Esperanza                             | Sofía Lama               | Lamboni Anna       |
| Fiatal Martín Acero                          | Carlos Girón             | Juhász Zoltán      |

### Magyar változat
- Főcím: Korbuly Péter
- Magyar szöveg: Seres Bernadett, Balázs Csilla, Gyarmati Gergely
- Hangmérnök: Hidvégi Csaba
- Rendezőasszisztens: Szász Andrea
- Vágó: Horváth István
- Gyártásvezető: Mészáros Szilvia
- Szinkronrendező: Ullmann Gábor
- Producer : Kovács Zsolt

A szinkront a Szinkron Systems készítette el.

## Fordítás
- Ez a szócikk részben vagy egészben  a   Más Sabe el Diablo című angol Wikipédia-szócikk fordításán alapul.  Az eredeti cikk szerkesztőit annak laptörténete sorolja fel. Ez a jelzés csupán a megfogalmazás eredetét és a szerzői jogokat jelzi, nem szolgál a cikkben szereplő információk forrásmegjelöléseként.